# Elaphoglossum longicrure
Elaphoglossum longicrure är en träjonväxtart som beskrevs av H. Christ. Elaphoglossum longicrure ingår i släktet Elaphoglossum och familjen Dryopteridaceae. Inga underarter finns listade.